# دانيال جيمس
دانيال جيمس (بالإنجليزية: Daniel James)‏ (10 نوفمبر 1997 بسوانزي في المملكة المتحدة - ) هو لاعب كرة قدم ويلزي في مركز الجناح و مركز المهاجم و يلعب بالقدم اليسرى لعب مع سوانزي سيتي، قبل أن ينتقل في صيف عام 2019 لنادي مانشستر يونايتد ثم انتقل إلى نادى ليدز يونايتد في الاوقات الاخيرة من ميركاتو موسم 2021/2020 لمدة خمس سنوات.

## الإحصائيات

### المنتخب
| المنتخب الوطني | السنة   | الظهور | الأهداف |
| -------------- | ------- | ------ | ------- |
| ويلز           | 2018    | 1      | 0       |
| ويلز           | 2019    | 9      | 2       |
| ويلز           | 2020    | 7      | 1       |
| ويلز           | 2021    | 13     | 2       |
| ويلز           | 2022    | 9      | 0       |
| المجموع        | المجموع | 39     | 5       |

## روابط خارجية
- دانيال جيمس على موقع الاتحاد الدولي (مؤرشف)  (الإنجليزية)
- دانيال جيمس على موقع الاتحاد الأوربي (الإنجليزية)
- دانيال جيمس على موقع قاعدة بيانات كرة القدم.إي يو (الإنجليزية)
- دانيال جيمس على موقع ناشيونال فوتبول تيمز (الإنجليزية)
- دانيال جيمس على موقع Soccerbase.com (لاعب) (الإنجليزية)
- دانيال جيمس على موقع Soccerway.com (الإنجليزية)
- دانيال جيمس على موقع عالم كرة القدم.نت (الإنجليزية)
- دانيال جيمس على موقع AS.com (الإسبانية)